# Santa Rosa (Arizona)
Santa Rosa (Tohono O’Odham: Kaij Mek) ist ein Census-designated place im Pima County im Süden des US-Bundesstaates Arizona. Das U.S. Census Bureau hat bei der Volkszählung 2020 eine Einwohnerzahl von 474 ermittelt.
Santa Rosa hat eine Fläche von 14,8 km², die vollständig auf Land entfällt. Die Bevölkerungsdichte liegt bei 32 Einwohnern je km². 

## Geographie
Das Dorf liegt an der Grenze zum Maricopa County und zum Pinal County. Santa Rosa liegt in der Tohono O'odham Nation Reservation.